# Максиміліан Клебер
Максиміліан «Макси» Клебер (нім. Maximilian "Maxi" Kleber, 29 січня 1992, Вюрцбург, Німеччина) — німецький професійний баскетболіст. Грає на позиції важкого форварда. У сезоні 2023/24 гравець команди НБА «Даллас Маверікс». Кар'єру в НБА розпочав у 2017 році. Клебер також має досвід виступів за збірну Німеччини.